# ميلان سميليانيتش
ميلان «لولا» سميليانيتش (أبجدية سيريلية صربية: Милан 'Лола' Смиљанић; مواليد 19 نوفمبر 1986) هو لاعب كرة قدم صربي، يلعب لصالح نادي هابويل الإسرائيلي كلاعب وسط.

## مسيرته الكروية
لعب ميلان سميليانيتش خلال مسيرته الاحترافية مع 7 أندية في ستة عشر موسمًا وسجل خلالها 4 أهداف ضمن 263 مباراة. حيث فاز في موسم واحد بالكأس وفي أربعة مواسم بالدوري.
خاض ميلان سميليانيتش مسيرته مع نادي بارتيزان في موسم 2004–05 في المرة الأولى لمدة موسم واحد ثم في موسم 2010–11 ليلعب معه خمسة مواسم ثم في موسم 2018–19 ولمدة موسمين، مشاركًا طوالها في 133 مباراة سجل خلالها 3 أهداف. ثم انتقل إلى نادي إسبانيول في موسم 2007–08 ولمدة موسمين، حيث شارك في 48 مباراة ولم يسجل أي هدف. لينتقل بعدها إلى نادي ريال سبورتينغ خيخون في موسم 2009–10 لمدة موسم واحد، مشاركًا في 6 مباريات ولم يسجل أي هدف أيضًا. ثم انتقل إلى نادي غنتشلربيرليغي في موسم 2013–14 ولمدة موسمين، مشاركًا في مباراة ولم يسجل أي هدف أيضًا. هذا وانتقل لاحقًا إلى نادي مكابي نتانيا في موسم 2015–16 لمدة موسم واحد، مشاركًا في 31 مباراة ولم يسجل أي هدف أيضًا. ثم انتقل بعدها إلى نادي برث غلوري في موسم 2016–17 لمدة موسم واحد، مشاركًا في 15 مباراة ولم يسجل أي هدف أيضًا. ليعود وينتقل من جديد، لكن هذه المرة إلى هبوعيل عسقلان ‏ في موسم 2017–18 لمدة موسم واحد، مشاركًا في 29 مباراة سجل خلالها هدفًا واحدًا.

## روابط خارجية
- ميلان سميليانيتش على موقع الاتحاد الدولي (مؤرشف)  (الإنجليزية)
- ميلان سميليانيتش على موقع اتحاد تركيا (لاعب) (الإنجليزية)
- ميلان سميليانيتش على موقع قاعدة بيانات كرة القدم.إي يو (الإنجليزية)
- ميلان سميليانيتش على موقع ناشيونال فوتبول تيمز (الإنجليزية)
- ميلان سميليانيتش على موقع Soccerway.com (الإنجليزية)
- ميلان سميليانيتش على موقع عالم كرة القدم.نت (الإنجليزية)
- ميلان سميليانيتش على موقع اللجنة الأولمبية الدولية (الإنجليزية)
- ميلان سميليانيتش على موقع أوليمبيديا (الإنجليزية)
- ميلان سميليانيتش على موقع AS.com (الإسبانية)